# 亚历山大·梅克西

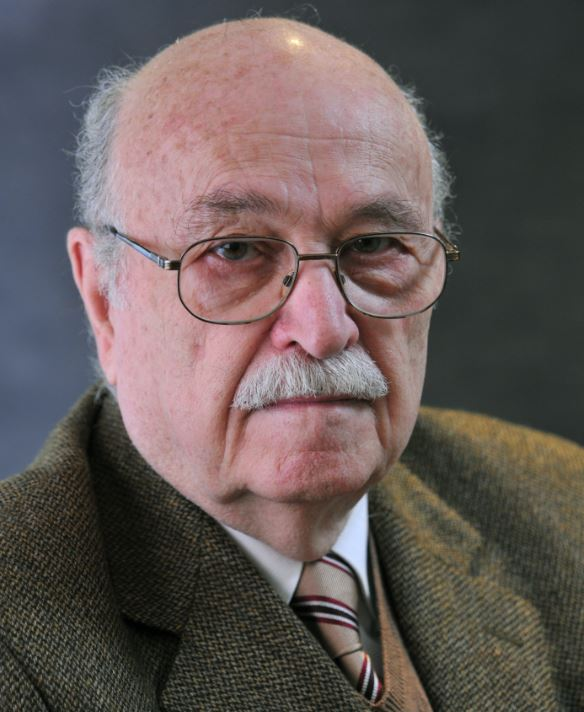

亚历山大·加布里埃尔·梅克西（Aleksandër Gabriel Meksi，1939年3月8日—），第27任阿尔巴尼亚总理（1992年4月13日到1997年3月11日）。一位前考古学家，他是阿尔巴尼亚共产主义统治结束之后第一位民选总理。
梅克西是阿尔巴尼亚民主党创始人之一，1992年3月22日阿尔巴尼亚举行了第二次议会选举，民主党以绝对优势获胜，获得全国62.08%的选票、议会的92个席位。4月3日，社会党的拉米兹·阿利雅宣布辞去总统职务，由民主党领袖萨利·贝里沙接任，4月13日贝里沙任命53岁的梅克西组建新政府。他与总统贝里沙积极倡导自由市场政策、贸易自由化和私有化。1997年3月因金融问题造成国家混乱，梅克西宣布辞职。
2009年5月初，梅克西成为基督教民主党等六个右翼小党组成的竞选联盟“自由之极”(Poli i Lirisë)的领袖。该联盟在当年的议会选举中没有获得席位。